# Sistema de transmissão flexível em corrente alternada
Um sistema de transmissão flexível em corrente alternada, conhecido por sua sigla em inglês FACTS (Flexible AC transmission system), é um conjunto de equipamentos que utilizam de eletrônica de potência para o controle de transmissão em corrente alternada. Os equipamentos podem ser conjugados com soluções tradicionais, como compensações fixas em série ou shunt, de forma a complementar o sistema.

## Equipamentos utilizados

### Compensação série
- Compensador série síncrono estático (Static Synchronous Series Compensator - SSSC)
- Capacitor série controlado a tiristor (Thyristor Controlled Series Capacitor - TCSC)
- Reator série controlado a tiristor (Thyristor Controlled Series Reactor - TCSR)
- Capacitor série chaveado a tiristor (Thyristor Switched Series Capacitor - TSSC)
- Reator série chaveado a tiristor (Thyristor Switched Series Reactor - TSSR)

### Compensação shunt
- Compensador síncrono estático (Static Synchronous Compensator - STATCOM) ou condensador estático (Static Condenser - STATCON)
- Compensador estático de reativo (Static var compensator - SVC)
  - Reator controlado a tiristor (Thyristor Controlled Reactor - TCR)
  - Reator chaveado a tiristor (Thyristor Switched Reactor - TSR)
  - Capacitor chaveado a tiristor (Thyristor Switched Capacitor - TSC)
  - Capacitor com chaveamento mecânico (Mechanically Switched Capacitor - MSC)